# 鹿児島交通知覧線
知覧線（ちらんせん）は、かつて鹿児島県日置郡金峰町（現・南さつま市）の阿多駅から同県川辺郡知覧町（現・南九州市）の知覧駅までを結んでいた鹿児島交通の鉄道路線である。1965年（昭和40年）に廃止された。

## 路線データ
- 路線距離（営業キロ）：阿多 - 知覧間 16.3km
- 軌間：1067mm
- 駅数：11駅（起終点駅含む。廃止時点）
- 複線区間：なし（全線単線）
- 電化区間：なし（全線非電化）

## 運行形態
最盛期（1950年代）は加世田駅 - 知覧駅間に枕崎線直通列車が5往復、阿多駅 - 知覧駅に4往復の旅客列車と貨物列車が設定され、途中の薩摩川辺駅で列車交換を行うダイヤが組まれていた。
しかし乗客の減少と合理化により、1961年（昭和36年）10月1日のダイヤ改正から1965年（昭和40年）7月の廃線までは加世田駅 - 知覧駅間に2往復の旅客列車と1往復の貨物列車が運行されるのみであった。
なお、枕崎線直通列車は阿多駅で進行方向を変えて運転していた。

## 歴史
- 1922年（大正11年）5月30日 鉄道免許状下付（日置郡阿多村大字宮崎-川辺郡知覧村大字九日田）[2]。
- 1923年（大正12年）7月22日 薩南中央鉄道株式会社設立[3][4]。
- 1924年（大正13年）6月9日 鉄道免許状下付（川辺郡知覧村-指宿郡頴娃村間）[5]。
- 1927年（昭和2年）6月1日 阿多 - 薩摩川辺間開業[4]。
- 1928年（昭和3年）
  - 7月31日 鉄道免許失効（川辺郡知覧村-指宿郡頴娃村間 指定ノ期限内ニ工事施工ノ認可申請ヲ為サザルタメ）[6]
  - 9月1日 新田駅（後の東阿多駅）開業。
- 1930年（昭和5年）11月15日 薩摩川辺 - 知覧間開業[4]。
- 1933年（昭和8年）10月15日 ガソリン動力併用実施[4]。
- 1943年（昭和18年）4月2日 南薩鉄道が薩南中央鉄道を吸収合併。同社の知覧線とする。
- 1964年（昭和39年）9月1日 南薩鉄道が三州自動車と合併し、鹿児島交通に社名変更。
- 1965年（昭和40年）
  - 7月3日 水害のため全線不通となる。
  - 11月15日 阿多 - 知覧間廃止。

## 建設の経緯
薩南中央鉄道がこの線を建設した時、当初は加世田駅を起点とする計画があった。しかしながら当時の加世田駅は南薩鉄道の終点駅で、知覧、川辺、枕崎方面からの旅客・貨物が離合集散する拠点となり、周辺の旅館・商店・馬車業者などが大変潤っていた。一方、加世田の1つ北の阿多駅は加世田との距離が2.3kmしかなく、蒸気鉄道の駅間距離としてはかなり短いものであった。国鉄による南薩鉄道の買収が噂されていたこともあり、国有鉄道の標準駅間距離が5-7km程度であることから、阿多周辺の住民は買収後に駅が廃止されてしまうのではないかと恐れていた。このため、終着駅としてのメリットを失いたくない加世田の住民による反対と、分岐駅にすることで将来の駅廃止を確実に阻止したい阿多の住民の誘致があいまって、知覧線の分岐駅が阿多になったとされる。
ただし、加世田駅から知覧方面へ直接向かおうとすると万之瀬川を渡る必要があるが、阿多駅で分岐するのであればその必要がない（枕崎線は阿多 - 加世田間で万之瀬川を渡っている）ので、架橋を避けるためであった可能性もある。

## 駅一覧
接続路線の事業者名・駅の所在地は知覧線廃止時点のもの。全駅が鹿児島県に所在。
| 駅名       | 駅間キロ | 営業キロ | 接続路線                         | 所在地       |
| ---------- | -------- | -------- | -------------------------------- | ------------ |
| 阿多駅     | -        | 0.0      | 鹿児島交通：枕崎線（1984年廃止） | 日置郡金峰町 |
| 東阿多駅   | 1.0      | 1.0      |                                  | 日置郡金峰町 |
| 花瀬駅     | 1.2      | 2.2      |                                  | 日置郡金峰町 |
| 薩摩白川駅 | 2.6      | 4.8      |                                  | 日置郡金峰町 |
| 田部田駅   | 3.4      | 8.2      |                                  | 川辺郡川辺町 |
| 薩摩川辺駅 | 1.2      | 9.4      |                                  | 川辺郡川辺町 |
| 野間駅     | 1.1      | 10.5     |                                  | 川辺郡川辺町 |
| 東川辺駅   | 0.8      | 11.3     |                                  | 川辺郡川辺町 |
| 小野駅     | 1.8      | 13.1     |                                  | 川辺郡川辺町 |
| 城ヶ崎駅   | 1.9      | 15.0     |                                  | 川辺郡知覧町 |
| 知覧駅     | 1.3      | 16.3     |                                  | 川辺郡知覧町 |

## 輸送・収支実績
| 年度 | 乗客（人） | 貨物量（トン） | 営業収入（円） | 営業費（円） | 益金（円） | その他益金（円） | その他損金（円）       | 支払利子（円） | 政府補助金（円） |
| ---- | ---------- | -------------- | -------------- | ------------ | ---------- | ---------------- | ---------------------- | -------------- | ---------------- |
| 1927 | 43,376     | 3,839          | 12,886         | 22,275       | ▲ 9,389    |                  |                        | 30,146         |                  |
| 1928 | 81,713     | 11,532         | 24,289         | 28,985       | ▲ 4,696    |                  | 自動車533              | 26,822         | 33,569           |
| 1929 | 88,456     | 12,636         | 25,160         | 24,332       | 828        |                  | 雑損3                  | 15,300         | 33,931           |
| 1930 | 103,223    | 12,465         | 25,717         | 31,344       | ▲ 5,627    |                  | 雑損3,336              | 21,064         | 34,059           |
| 1931 | 154,365    | 11,104         | 29,499         | 36,468       | ▲ 6,969    |                  | 雑損1,219              | 34,410         | 34,375           |
| 1932 | 136,097    | 10,028         | 23,471         | 28,746       | ▲ 5,275    |                  | 雑損9,667              | 40,106         | 33,329           |
| 1933 | 127,621    | 11,174         | 50,290         | 31,454       | 18,836     | 自動車12,181     | 雑損32,011             | 55,511         | 57,091           |
| 1934 | 118,132    | 11,269         | 22,869         | 27,652       | ▲ 4,783    |                  | 雑損12,886自動車13,225 | 22,048         | 57,370           |
| 1935 | 116,681    | 14,237         | 25,102         | 30,737       | ▲ 5,635    | 債務免除73       | 雑損188自動車212       | 20,970         | 58,501           |
| 1936 | 136,152    | 18,664         | 27,225         | 30,613       | ▲ 3,388    |                  | 雑損31自動車9,837      | 18,553         | 58,691           |
| 1937 | 163,075    | 19,043         | 30,481         | 35,536       | ▲ 5,055    | 自動車6,963      | 雑損6,500              | 15,120         | 35,524           |

- 鉄道統計資料、鉄道統計各年度版